# Pieńki (powiat augustowski)
Pieńki – wieś w Polsce położona w województwie podlaskim, w powiecie augustowskim, w gminie Bargłów Kościelny.
W latach 1975–1998 miejscowość należała administracyjnie do województwa suwalskiego.